# Ilex dumosa
Ilex dumosa är en järneksväxtart som beskrevs av Reiss. Ilex dumosa ingår i släktet järnekar, och familjen järneksväxter. Utöver nominatformen finns också underarten I. d. guaranina.

## Bildgalleri

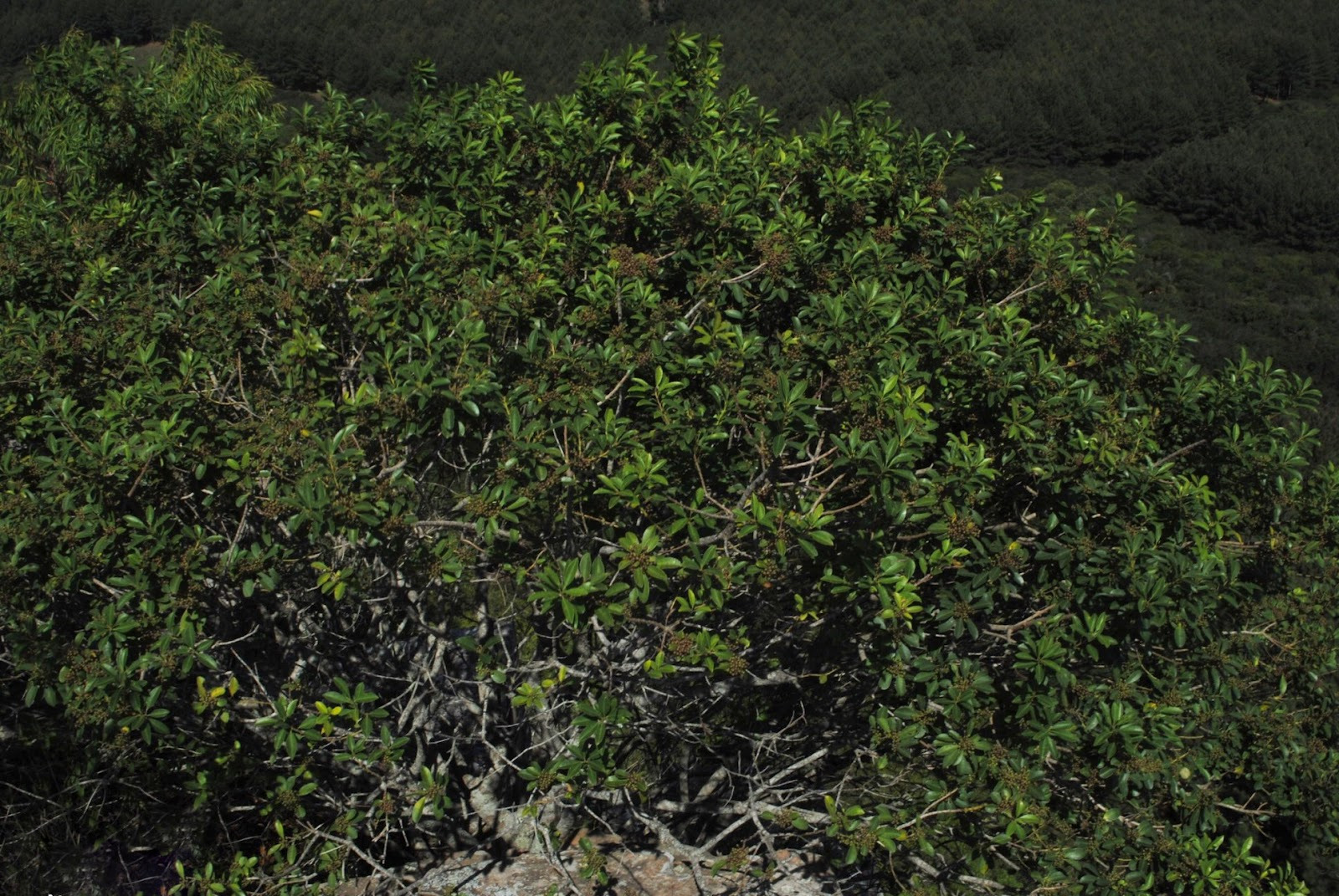
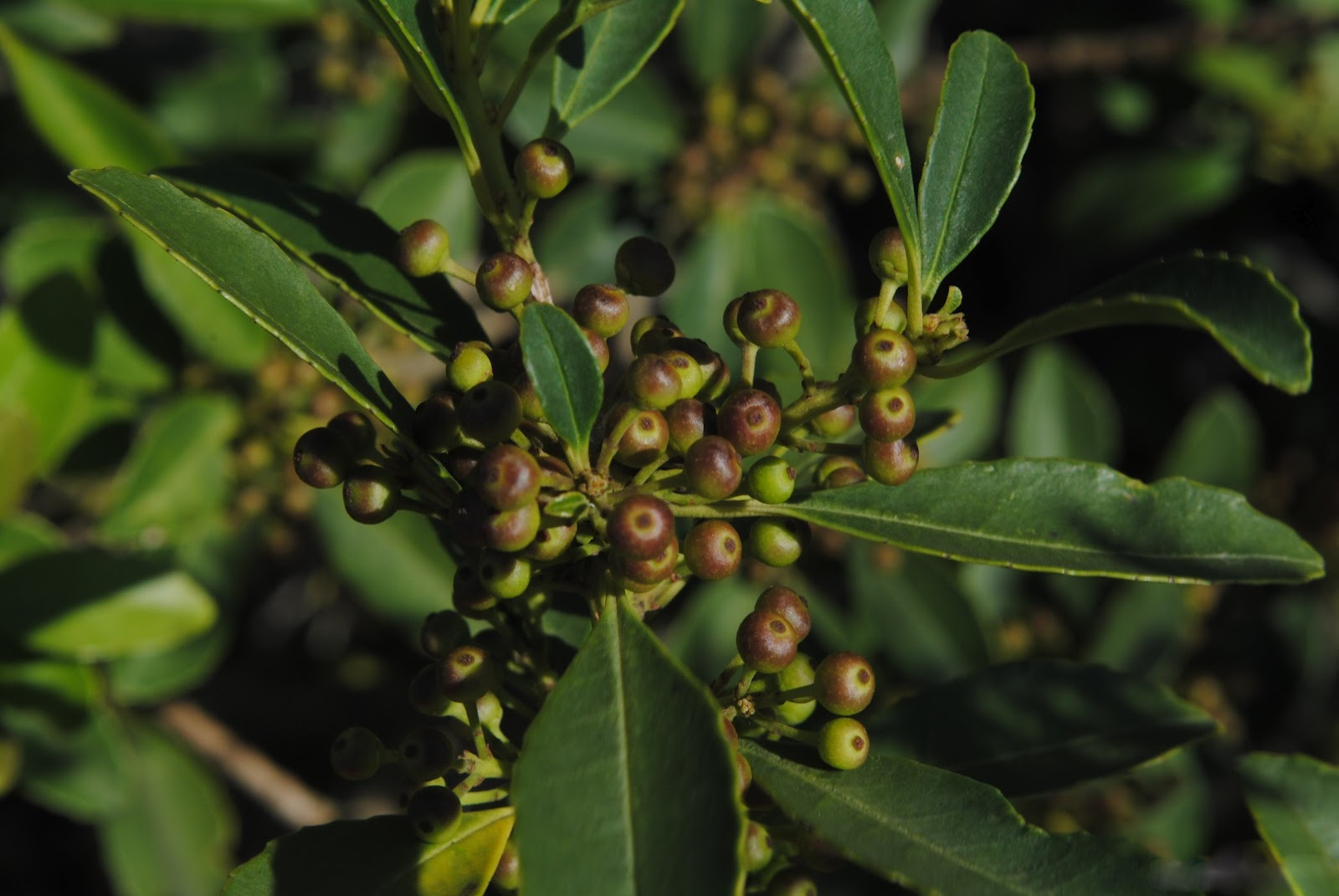
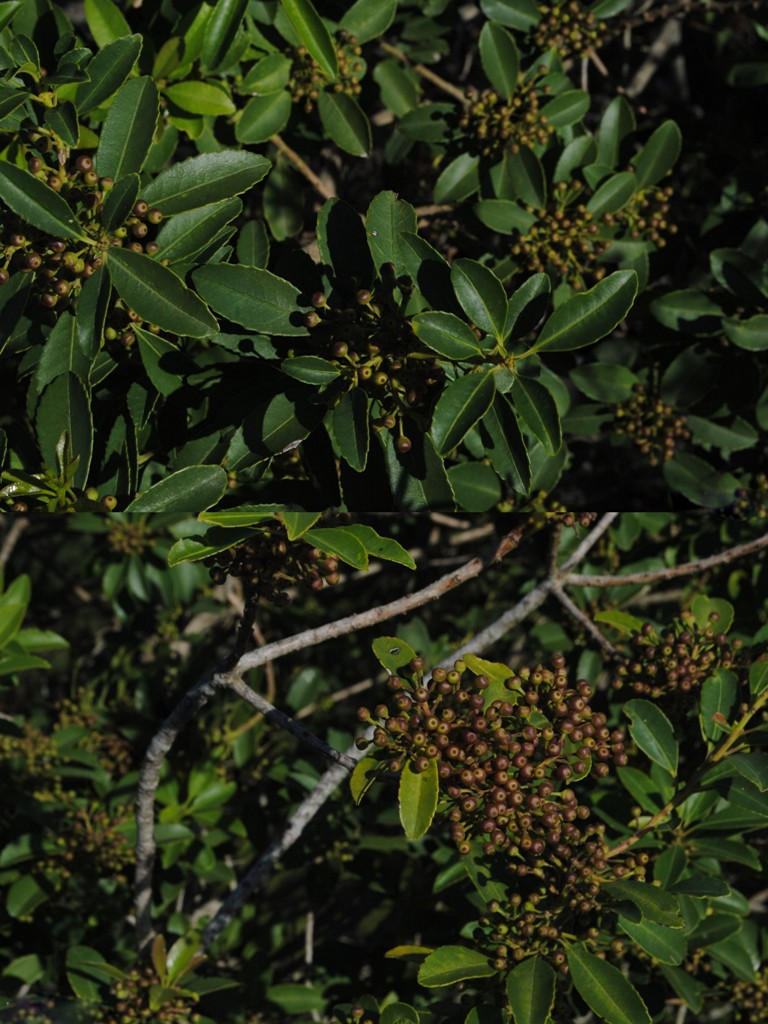